# San Pablo del Monte
Vicente Guerrero är en ort i Mexiko.   Den ligger i kommunen San Pablo del Monte och delstaten Tlaxcala, i den sydöstra delen av landet, 110 km öster om huvudstaden Mexico City. Vicente Guerrero ligger 2 311 meter över havet och antalet invånare är 52 591.
Terrängen runt Vicente Guerrero är platt åt sydväst, men åt nordost är den kuperad. Runt Vicente Guerrero är det mycket tätbefolkat, med 2 614 invånare per kvadratkilometer. Närmaste större samhälle är Puebla de Zaragoza, 10,1 km söder om Vicente Guerrero. Runt Vicente Guerrero är det i huvudsak tätbebyggt.